# Nikola Miljenić
Nikola Miljenić (Dubrovnik, 19. svibnja 1998.) hrvatski je plivač čija su specijalnost sprinterske utrke slobodnim stilom i delfin. Član je plivačkog kluba Medveščak iz Zagreba.
Otac mu je Orsat Miljenić, poznati hrvatski odvjetnik, bivši diplomat i ministar pravosuđa, sada predstojnik ureda predsjednika Zorana Milanovića.
Nikola Miljenić je na međunarodnoj sceni debitirao kao junior, najprije na Europskim igrama u Bakuu 2015., a potom i na Svjetskom juniorskom prvenstvu u Singapuru. Miljenić je u Bakuu uspio izboriti polufinale utrke na 50 slobodno (16. mjesto), dok je kao član štafete 4x100 slobodno u finalu zauzeo 8. mjesto. Najveći uspjeh u juniorskoj karijeri ostvario je na Europskom juniorskom prvenstvu u mađarskom Vašrelju 2016. godine osvojivši dva četvrta mjesta u utrkama 50 slobodno i 4×100 slobodno.
U ljeto 2017. odlazi na studij u SAD, gdje dobiva punu sportsku stipendiju na Sveučilištu Indiana Bloomington, odakle godinu dana kasnije prelazi na Sveučilište Južne Kalifornije u Los Angelesu. Tijekom studija Miljenić je nastupao za plivačke ekipe oba fakulteta.
Prvo seniorsko natjecanje na kojem je nastupio bilo je Europsko prvenstvo u Glasgowu 2018. godine, a godinu dana kasnije prvi put je nastupio na jednom od svjetskih seniorskih prvenstava, u južnokorejskom Gwangjuu 2019. godine. Miljenić je u Gwangjuu plivao u kvalifikacijama na 50 delfin gdje je zauzeo ukupno 35. mjesto te u štafeti 4×100 mješovito koja je zauzela 19. mjesto.
Nastupio je na Olimpijskim igrama u Tokiju 2020. godine u disciplini 100 m slobodno (28. mjesto) te izborio normu za nastup na Olimpijskim igrama u Parizu 2024. godine